# EBU Circuit 1989/90
Der EBU Circuit 1989/1990 war die dritte Auflage dieser europäischen Turnierserie im Badminton. Die Serie bestand aus elf Turnieren und einem erstmals ausgetragenen Finale. 

## Die Wertungsturniere
| Nr. | Turnier                              | Austragungsort      |
| --- | ------------------------------------ | ------------------- |
| 1   | Czechoslovakian International 1989   | Prag                |
| 2   | USSR International 1989              | Moskau              |
| 3   | Hungarian International 1989         | Budapest            |
| 4   | Bulgarian International 1989         | Sofia               |
| 5   | Norwegian International 1989         |                     |
| 6   | Irish Open 1989                      | Lisburn             |
| 7   | La Chaux-de-Fonds International 1990 | La Chaux-de-Fonds   |
| 8   | Polish International 1990            |                     |
| 9   | Austrian International 1990          | Pressbaum           |
| 10  | Amor International 1990              | Groningen           |
| 11  | Malta International 1990             | La Valletta         |
| 12  | EBU Circuit 1989/90 (Finale)         | Mülheim an der Ruhr |